# La Familia (Beitar Jerozolima)
La Familia – grupa radykalnych prawicowych kibiców izraelskiego klubu Beitar Jerozolima, ich nazwa nawiązuje do tradycji włoskiej mafii.

## Organizacja
La Familia powstała w 2005 roku na wschodnim sektorze Stadionu Teddy’ego Kolleka i stała się najbardziej wpływową grupą kibiców Beitaru, znaną z rasizmu wymierzonego w Arabów. Głównym przeciwnikiem grupy są kibice jedynego arabskiego klubu w Ligat ha’Al – Bene Sachnin.

## Incydenty
Podczas rozgrywanego w 2007 roku pól-finału Toto Cup w którym Beitar  zmierzył się z Bene Sachnin, La Familia dopingowała swoją drużynę wykorzystując przyśpiewki obrażające proroka Mahometa, za co związek piłkarski Ha-Hitachadut le-Kaduregel be-Jisra’el ukarał Beitar grą rewanżową bez udziału kibiców. W odwecie, chuligani Beitaru podpalili siedziby związku oraz zostawili na budynku napisy grożące śmiercią ówczesnemu prezesowi. Graffiti zawierało skrót "LA" od nazwy La Familia, jednak grupa nie przyznała się do brania udziału w tych wydarzeniach.
W marcu 2012 roku kibice Beitaru zaatakowali galerię handlową Malha Mall w celu pobicia arabskich pracowników. Parę miesięcy później doszło do podobnego ataku na arabskich pracowników baru McDonald’sa.
W 2013 roku klub podpisał kontrakt z dwoma muzułmańskimi piłkarzami pochodzącymi z Czeczenii – Dżabraiłem Kadyjewem i Zaurem Sadajewem, co wzbudziło ostre reakcję kibiców La Familia. Doszło do podpalenia biura klubu oraz innych rasistowskich incydentów wymierzonych w nowych piłkarzy.